# Famille de La Baume de Montrevel
Pour les articles homonymes, voir Familles de La Baume.
La maison de La Baume — La Baume de Montrevel ou La Baume-Montrevel (parfois La Beaume)  — est une illustre famille bourguignonne d'extraction chevaleresque originaire de la Bresse. Citée dès le XIIe, avec une filiation suivie à partir du XIVe siècle, elle s'est éteinte en 1794 avec la décapitation du maréchal des camps et armées du roi, Florent-Alexandre-Melchior de La Baume, dernier comte de Montrevel, marquis de Saint-Martin, etc.
La maison de La Baume a donné deux cardinaux-archevêques de Besançon, deux grands maîtres des arbalétriers de France, deux maréchaux de France, un vice-roi de Naples, un maréchal et amiral de Savoie, un régent de Savoie et un tuteur du comte Aimé IV,  dix-sept gouverneurs et lieutenants de province, deux chevaliers de l'ordre de Saint-Michel sous Louis XII et François Ier, trois de l'ordre du Saint-Esprit, trois de l'ordre de la Toison d'or et quatre de l'ordre de l'Annonciade.

## Histoire

### Origines
La famille de La Baume est originaire de la Bresse et elle est considérée comme l'une des plus anciennes de la province. Cependant son origine ultime n'est pas claire. Le généalogiste Samuel Guichenon, dans son Histoire de la Bresse et du Bugey (1650), rappelle dans les premières lignes dédiées à la famille les différentes hypothèses, plus ou moins légendaires, avancées par ses prédécesseurs, sans apporter de conclusion, se limitant à introduire son étude par cette observation « d'où que soit venue la maison des comtes de Montrevel, elle a eu des prérogatives d'honneur peu communes et des marques de grandeur qui se trouvent rarement ailleurs de grandeur que je ne vois point ailleurs ». On retrouve cette formulation chez le Père Anselme et reprise notamment par François-Alexandre Aubert de La Chenaye-Desbois (1757).
Certains auteurs ont voulu attacher à cette famille les La Baume-Suze (Dauphiné), mais Samuel Guichenon, dans son Histoire de la Bresse et du Bugey (1650), prouve qu'il n'en est rien. Et le même Samuel Guichenon distingue cette famille des La Baulme, seigneurs de Fromentes, de la Balme sus Cerdon et de Perés, comtes de Saint-Amour,. Information que l'on retrouve chez l'érudit Edmond Révérend du Mesnil (1872), citant aussi Jean-Aimar Piganiol de La Force qui affirmait que la famille de La Balme, ou La Baume de la Balme (Bugey), dont est issue une branche dite de La Baulme-Saint Amour, et qui porte d'or à la bande d'azur, était distincte de celle-ci (même si ce blason apparaît très proche des armes des La Baume de Montrevel ; mais ces dernières ont pu être confectionnées pour créer un lien avec les La Balme en Bugey, famille plus vieille d'un siècle au moins, et donc plus prestigieuse à l'origine),,. La Chenaye-Desbois les distingue également dans son dictionnaire. Enfin, Adolphe Rochas, dans sa Biographie du Dauphiné (1860), rappelle que « Quelques généalogistes ont avancé que la maison de La Baume était une branche cadette de celle de La Baume-Montrevel, mais nous ne pensons pas que cette assertion soit suffisamment justifiée ».

### Premiers membres
Le premier membre connu serait Sigebald(e) ou Sigebaud de La Baume (Sigibaldus de Balma), chevalier qui vivait entre 1140 et 1160 (Guichenon, repris par Révérend du Mesnil). Il aurait, toujours selon Guichenon, fait une ou plusieurs donations à l'abbaye d'Ambronay (Bugey),. Il aurait eu trois fils, dont Bernard, l'aîné qui hérite à son père. Ce dernier, chevalier, en accord avec ses frères, aurait fait des dons à la chartreuse de Seillon. Bernard de La Baume aurait eu deux fils dont Ismio, chevalier, qui serait un bienfaiteur de la chartreuse de Meyriat (Moyria). Ismio de La Baume aurait eu six enfants, dont Étienne (I), chevalier qui serait le père de Pierre, par lequel Henri Jougla de Morenas, dans son Grand armorial de France (1939), fait débuter la filiation prouvée de cette famille (XIVe siècle).
Noble Pierre de La Baume, seigneur de Vallefin (Valfin-sur-Valouse), bailli de Bresse et de Bugey, épouse Marguerite de Vassalieu, en 1338, avec qui il a Étienne,, dit « Galois de la Baume ». Guichenon donne cinq enfants. Étienne II de La Baume est au service du comte de Savoie, nommé châtelain d'Évian-Féternes (1320-1324) et bailli du Chablais (1320-1328),. Il entre au service du roi de France et devient grand maître des arbalétriers, (1338-v.1346). Ce dernier épouse Alix de Châtillon, dame de Montrevel, avec qui il aurait eu, selon Guichenon, Guillaume (voir ci-après), qui hérite de son père, une fille, Lucie, qui s'unit avec Amédée de Viry, et peut être un troisième enfant. Étienne de La Baume a également deux bâtards, dont Étienne, qui devient maréchal de Savoie.
Alors qu'Étienne II de La Baume est au service du roi de France, son fils, Guillaume de La Baume, sert le roi de France Philippe VI de Valois et le comte de Savoie Amédée VI. Son demi-frère, le bâtard de La Baume, est quant à lui maréchal de Savoie.
La maison a été admise aux honneurs de la Cour en 1754.

### Implantations

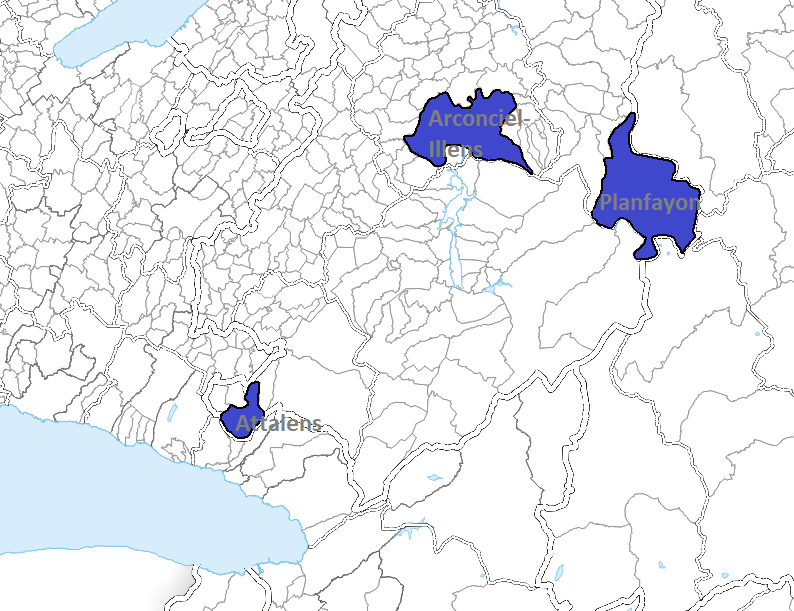
Carte des seigneuries de la famille de la Baume sur l'actuel territoire suisse au XVe siècle : Arconciel-Illens, Planfayon et Attalens.

### Disparition
Le 7 juillet 1794 (19 messidor de l'an II), le comte Florent-Alexandre-Melchior de La Baume, issu de la branche aînée, est condamné à mort, puis guillotiné à Paris. Malgré deux mariages, il n'a pas de descendance.
Gustave Chaix d'Est-Ange, dans la notice familiale, indique l'existence, à partir du XIXe siècle, d'une famille de la Baume-Montrevel en Languedoc, mais sans aucun lien avec l'illustre famille bressane.

## Héraldique
| Famille de La Baume | La Baume-Montrevel : D’or, à la bande vivrée d’azur, - Support : 2 griffons, ; - Cimier : un cygne, ; - Cri : La Baume,. |

## Branches et généalogie
La famille s'est scindée en deux branches (Révérend du Mesnil ; La Chesnay des Bois ; Père Anselme)
- branche de Mont-Saint-Sorlin, comtes de Montrevel
- branche des marquis de Saint-Martin.

Le chevalier - Sigebald(e) ou Sigebaud de La Baume, fl. au XIIe siècle entre 1140 et 1160, bienfaiteur d'Ambronay, est généralement donné comme la souche des La Baume. Père de - Bernard de La Baume, chevalier (fl. 1190), père lui-même - d'Ismio de La Baume (fl. 1215), chevalier, qui enfanta entre autres enfants - Etienne Ier de La Baume († ap. 1272), marié à Martine de La Ba(u)lme, dont : - Pierre de La Baume († ap. 1308) [frère entre autres de Guichard, chanoine-comte de Lyon en 1275, chanoine de St-Just et de St-Paul, † v. 1309], sgr. de Valusin, bailli de Bresse et Bugey, marié à Marguerite de Vassalieu († 1348 ; fille d'Etienne de Vassalieu et veuve de Josselin de Grolée), d'où :
- Verruquier, seigneur de Broces par achat en 1348 [conseiller d'Amédée VI ; père de Pierre (II), † ap. 1400, père lui-même de Pierre (III), époux d'Henriette de Marchant de Chavaux] ; Guichard, doyen de Tournus ; Etienne, chanoine puis doyen de Lyon ; Sibylle, femme d'Etienne de Belregard en Comté ; et leur frère aîné,
- - Étienne II de La Baume dit le Galois († v. 1362/1365), fidèle des comtes de Savoie, et du roi de France ; Maître des Arbalétriers de France en 1338, lieutenant-général en France et en Savoie, maréchal de Provence, seigneur de l'Abergement par acquisition en 1338 ; ∞ Alix de Châtillon, dame de Montrevel, fille de Renaud de Châtillon en Dombes-Montrevel, dont :
  - Guillaume de La Baume [sa sœur Lucie/Luque, dame de Mont-le-Vieux en succession de son frère Guillaume, marie en 1363 Amé/Amédée Ier de Viri en Genevois  Postérité ; leur demi-frère naturel Étienne († ap. 1402 avec Postérité), sgr. de St-Denis-de-Chausson et de Chavannes en Comté, est chevalier de l'Annonciade, amiral et maréchal de Savoie], sgr. de l'Abergement, du Mont-Saint-Sorlin (par achat en 1340), de Mont-le-Vieux (en juin 1359 par inféodation de Catherine de Savoie), et de Marboz (par don du comte Amédée VI en 1359), conseiller-chambellan de Philippe VI en 1345, † 1360 de suites de ses blessures au siège de Carignan, marié 1° en (1329/1348 ?) à Clémence, fille de Pierre II de La Palud-Varembon, et 2° en 1357 à Constantine/Constance Alleman-Valbonnais, dame d'Aubonne, Commugny et Coppet, d'où :
    - (du 1°) - Philibert de La Baume, baron de Montrevel et de L'Abergement, † ap. 1393 sans alliance, mais avec Postérité naturelle ; Béatrix de La Baume († 1368 ou v. 1375), ∞ 1° 1350 Simon de Laubespin de Saint-Amour, puis 2° Tristan de Chalon, seigneur de Châtelbelin, fils du comte Jean II de Châlon-Auxerre ; Alix de La Baume († ap. 1383), ∞ 1° en 1360 de Jean de Corgenon de Meillonnas, et 2° en 1362 de Guy de Montluel, sgr. de Châtillon et de Chautagne ;
    - (du 2°) - Jean Ier de La Baume († 1435), maréchal de France (1421), 1er comte de Montrevel (1427), comte de Sinopoli en Calabre (1383), sgr. de L'Abergement, Valusin, Commugny (les droits sur Aubonne et Coppet étant cédés dès 1365), chevalier de l'Annonciade (1409) et du Porc-Epic (1404), conseiller-chambellan de Charles VI, lieutenant-général en Bresse pour le duc Amédée VIII, gouverneur et prévôt de Paris en 1421-1422 ; [sa sœur Jeanne de La Baume est la 2e épouse de Louis Ier de Chalon-Tonnerre ; marié en 1384 à Jeanne (fille héritière d'Antoine de La Tour-Châtillon à Niedergesteln en Valais, et de Jeanne de Thoire-Villars), dame d'Irlain (aujourd'hui Illens, Arconciel et Attalens au Canton de Fribourg) et de Bussy, la Roche et Marigny (héritage de ses ancêtres Bourgogne-Montagu, ses grands-parents maternels étant Jean de Thoire-Villars et Agnès de Bourgogne-Montagu, et son oncle maternel Odon de Villars), d'où :
      - Jacques de La Baume († v. 1466), seigneur de L'Abergement, fidèle de Jean sans Peur et du duc de Savoie, lieutenant-général et bailli de Bresse, Maître des Arbalétriers de France en 1418, chevalier de l'Annonciade : Postérité éteinte avec sa fille Françoise († 1459 ; fille de sa 1re femme Catherine, fille de Gérard de Thurey sgr. de(s) Noyers et de Morillon ; mariée sans enfant en 1439 à Jean de Seyssel, maréchal de Savoie) ; Antoinette de La Baume, dame d'Attalens et de Sermoyer (x 1403 Antoine de St-Trivier, issu des St-Trivier-en-Dombes de Branges et Sandrans) ; Jeanne de La Baume (∞ son petit-cousin Claude de L'Aubespin de St-Amour, petit-fils de Simon ∞ Béatrix de La Baume ci-dessus) ; Pierre de La Baume-St-Sorlin ci-dessous ; et leur frère aîné,
      - Jean (II) de La Baume, seigneur de Bonrepos, Prévôt de Paris en 1420, († avant son père, donc av. 1435), marié en 1400 à la comtesse Jeanne II de Chalon-Tonnerre, dame de Ligny-le-Châtel († v. 1451 ; sa Postérité n'obtient pas Tonnerre, qui va à sa sœur la comtesse Marguerite II, dame de St-Aignan, épouse d'Olivier de Husson), d'où :
        - - Claude Ier de La Baume († ap. 1481), 2e comte de Montrevel, vicomte de Ligny, conseiller-chambellan de Louis XI, ∞ 1427 Gasparde de Lévis, fille de Philippe IV de Lévis-Mirepoix-Lautrec, baron de Villars, et d'Antoinette d'Anduze de La Voute, dont :
          - Claude (II) de La Baume, sgr. de l'Abergement et de Ligny, chambellan du duc Charles le Téméraire puis de Charles VIII et Louis XII, Sans postérité de son mariage avec Marie d'Oiselay, mais Postérité naturelle ; Louise de La Baume († 1479), ∞ 1454/1455 Ferry de Cusance et de Belvoir († 1477 à la bataille de Nancy), chambellan de Charles le Téméraire : Postérité ; Claudine de La Baume, ∞ 1455 Claude de La Guiche, sgr. de Chaffaut et Martigny ; et leur frère aîné,
          - - Jean (II ou III) de La Baume, 3e comte de Montrevel, conseiller-chambellan de Philippe le Bon en 1460, puis de Louis XI (1481) et Charles VIII (1483), (capitaine/gouverneur de Paris en 1467 ?), ∞ 1467 Bonne (née v. 1442-† v. 1481/1491), dame de Pesmes et de L'Isle-sur-le-Doubs, fille de Thiébaut VIII de Neufchâtel et veuve du maréchal Antoine de Vergy, d'où :
            - Bonne de La Baume-Montrevel, dame de Ligny, 1re femme en 1488 de son cousin - Marc de La Baume-(Mont-St-Sorlin) de Bussy, 5e comte de Montrevel ci-dessous : Postérité. À la fin du XVe siècle le comté de Montrevel passe, à la mort de Jean (II ou III) après 1490 semble-t-il, à son grand-cousin - Guy de La Baume-Mont-St-Sorlin ci-dessous, père de Marc.

      - Pierre de La Baume du Mont-Saint-Sorlin, sgr. de la Roche du Vanel, Marigny et Bussy, d'Illens et d'Attalens, frère cadet de Jean (II), écuyer tranchant de Philippe le Bon en 1418, ∞ 1424 à Alix, fille d'Humbert de Luyrieux, sgr. de la Cueille et Savigny, et de Jeanne de Sassenage (de Bérenger). Alix de Luyrieu et Pierre furent parents entre autres enfants de :
        - Quentin de La Baume, sgr. du Mont-St-Sorlin et de Marboz, chambellan du Téméraire, mort sans postérité à Grandson (1476) ; Guillaume de La Baume († 1490), sgr. Illins, chevalier de la Toison d'Or en 1481, chambellan du Téméraire puis de Charles VIII, lié à Marie et Maximilien, sans postérité de son union avec Henriette de Longvy, fille de Jean (II ou III) de Longvy et de Jeanne de Vienne de Pagny, Binans et Neublans ; Alix de La Baume, ∞ 1° 1442 Guillaume de St-Trivier de Branges [fils de Jacquette de Seyssel d'Aix et de Guillaume (Antoine) de St-Trivier, lui-même frère d'Antoine de St-Trivier, l'époux d'Antoinette de La Baume, fille du maréchal Jean Ier ci-dessus], et ∞ 2° Claude de Lugny ; Jeanne de La Baume († 1510 à 97 ans), x  Claude  de Dinteville de Commarin et des Chenets († 1477 à la bataille de Nancy, du côté du Téméraire) ; Françoise de La Baume, ∞ Antoine du Saix de Ressein(s) ; et leur frère (puîné de Quentin et Guillaume),
        - - Guy de La Baume († 1516), sgr. d'Attalens et de la Roche, 4e comte de Montrevel en succession de Jean II-III, chevalier de la Toison d'Or en 1516, marié à Jeanne de Longvy, la sœur de sa belle-sœur Henriette ci-dessus, d'où :
          - - Marc de La Baume († v. 1526), sgr. de Bussy, 5e comte de Montrevel, combattant à Novare en 1513, lieutenant-général en Champagne et Brie ; ∞ 1° 1488 de sa cousine Bonne de La Baume-Montrevel, fille du comte Jean (II ou III) ci-dessus, puis 2° 1508 Anne de Châteauvillain de Grancey, veuve du Grand-veneur Jacques le Jeune de Dinteville des Chenets, dont :
            - (du 1°) François du Mont-St-Sorlin, prédécédé (i.e. † av. son père), sans postérité de son union en 1517 avec Claude de Prie (fille d'Aymar de Prie et de sa 1re épouse Claude de Choiseul-Traves ; remariée à Claude de Ste-Maure-Montgauger, fils cadet d'Adrien comte de Nesle et de Joigny) ; Etiennette de La Baume, ∞ 1514 Ferdinand de Neufchâtel-Montaigu : Sans postérité ; Claude/Claudine de La Baume, 2e épouse d'Aymar de Prie (1453-1527) de Buzançais et Montpoupon, Grand-maître des Arbalétriers, rencontré ci-dessus ; et leur frère Jean (puîné de François du Mont-St-Sorlin) :
            - (du 1°) - Jean (III ou IV) de La Baume († 1552), 6e comte de Montrevel, baron de Pesmes et de L'Abergement, chevalier de l'Ordre du roi, conseiller-chambellan de Philippe le Beau, gouverneur et lieutenant-général de François Ier en Bresse et Savoie (1540) ; Marié (1°) 1527 à Françoise de Vienne-Listenois, dame de La Ferté-Chaud(e)ron et de Montgilbert, (2°) 1531 à Avoye († 1534 sans postérité), fille de François d'Alègre de Précy et de Joigny, et 3° 1536 à Hélène dame de Vassalieu, fille de Just de Tournon et nièce du cardinal François, dont :
              - (du 1°) Aimée de La Baume, dame de la Ferté-Chaudron, ∞ 1546 Jean IV, 1er marquis de La Chambre (famille de Seyssel) en 1564, vicomte de Maurienne ; Françoise de La Baume, dame de Ligny et Montgilbert, ∞ 1546 le maréchal Gaspard de Saulx-Tavannes
              - (du 3°) autre Françoise de La Baume († 1605), marquise de Saint-Martin-le-Châtel, dame de Pesmes et de L'Abergement, ∞ 1° 1548 son cousin - François de La Baume du Mont-St-Sorlin, 7e comte de Montrevel ci-dessous, et 2° 1566 François de Carnavalet, surintendant de la Maison du duc d'Anjou : Postérité des deux mariages

            - (du 2°) Joachim de La Baume († sans doute entre 1547 et 1552), 1er comte de Châteauvillain (érigé par Henri II) et baron de Grancey, lieutenant-général en Bourgogne, ∞ 1534 Jeanne, fille de Nicolas de Moÿ : leur fille héritière Antoinette de La Baume épouse en 1558 Jean d'Annebault de La Hunaudaye : Sans postérité survivante ; Anne de La Baume, ∞ 1° 1526 Pierre (III)  d'Aumont l'Aîné, sgr. d'Estrabonne, Couches et Nolay : Sans postérité, puis Jean de Hautemer de Fervacques : Parents du maréchal Guillaume (v. 1538-1613), comte de Châteauvillain et duc de Grancey : d'où la suite des comtes de Grancey ; Catherine de La Baume, ∞ Jacques d'Avaugour de Courtalain : Postérité, d'où la suite des comtes de Châteauvillain jusque vers 1580, seigneurs en partie de Grancey

          - Pierre de La Baume (1477-1544 ; frère cadet, comme les suivants, du comte - Marc), chanoine-comte de Lyon, abbé de St-Claude en 1510-1544, de N-D de Pignerol (Ste-Marie de St-Veran) en 1520[22], de St-Just de Suze et de Moustiers-Saint-Jean, archevêque de Tarse, évêque de Genève (1522-1544), archevêque de Besançon (1542-1544), cardinal (1539), Prince du Saint-Empire ;
          - Louise de La Baume, ∞ 1472 Claude de Savoisy de Seignelay ; Jeanne de La Baume († 1517), ∞ Simon de Rye (cf. Neublans) († 1522) ;
          - Claude de La Baume († 1541), baron du Mont-St-Sorlin, maréchal et gouverneur du comté de Bourgogne, chevalier de la Toison d'Or en 1531, conseiller-chambellan de Charles Quint, marié 1° 1502 à Claudine, fille de Marc de Toulongeon (Sans postérité), et 2° 1532 à Guillemette (fille de Clériadus d'Igny de Rizaucourt — Igny ? : famille comtoise selon La Chenaye des Bois/Badier — ; remariée en 1548 à Jean d'Andelot), d'où (du 2°) :
            - Claude de La Baume (1534-1584), abbé de St-Claude en 1545-1546 et de Cherlieu en 1546-1584, archevêque de Besançon (1545-1584), cardinal en 1578 ; Péronne de La Baume, ∞ 1560 Laurent II de Gorrevod, comte de Pont-de-Vaux, gouverneur de Bresse ; Claudine de La Baume, abbesse de St-Andoche ; Pierre-Prosper de La Baume (fils naturel ; † 1595), abbé de Bégard en 1579-95, évêque de St-Flour en 1573-1595 ; et leur frère aîné,
            - - François de La Baume († 1565), 7e comte de Montrevel en 1552 en succession de son beau-père Jean (III ou IV) dont il épouse en 1548 la fille, Françoise († 1605), marquise de St-Martin, dame de Pesmes et de L'Abergement. Il suit Charles Quint au siège de Metz en 1552, et devient gouverneur de Savoie, Bresse, Bugey et Valromey en 1561, chevalier de l'Annonciade. Père de :
              - Emmanuel-Philibert de La Baume (né en 1561), page du duc de Savoie puis gentilhomme ordinaire de la Chambre du roi ; Prosper de La Baume (1562-1599), doyen de Besançon, abbé de St-Paul de Besançon, de Cherlieu et du Miroir ; Marguerite de La Baume (née en 1559), dame du Mont-St-Sorlin, ∞ 1° 1572 Aimé de La Baume-St-Amour, sgr. de Crèvecœur et de la Chaux, et 2° 1578 Af(f)ricain d'Anglure, prince d'Amblise, sgr. de Bourlémont et de Buzancy ; Anne de La Baume (née en 1564), ∞ Charles-Maximilien du Grillet, comte de St-Trivier-en-Bresse, 1er chambellan et Grand-écuyer du duc de Savoie ; et leur frère aîné,
              - - Antoine de La Baume (1557-† au siège de Vesoul en 1595), 8e comte de Montrevel, marquis de St-Martin-le-Châtel, Gentilhomme ordinaire de la Chambre de Charles IX et 1er Gentilhomme de la Chambre du duc de Savoie, capitaine de 30 lances d'ordonnance sous Henri III (en 1579), ∞ 1583 Nicole, fille de Philibert de Montmartin et Claudine de Pontailler-Flagy, dont :
                - Philibert de La Baume (né en 1586), marquis de St-Martin-le-Châtel, ∞ 1609 Lambertine, fille de Lamoral, prince de Ligne (remariée en 1640 à son beau-frère Jean-Baptiste, qui suit) : d'où Lambertine-Marie de La Baume, ∞ 1° Ernest-Christophe de Rietberg et d'Ost-Frise, maréchal de camp des Impériaux, et 2° 1642 son cousin Charles de La Baume de St-Martin de Pesmes ci-dessous ; Jean-Baptiste de La Baume (1593-1641), dit le baron de La Baume, seigneur de St-Romain, baron de Montmartin, marquis de Saint-Martin, gouverneur du comté de Bourgogne, ∞ 1640 sans postérité sa belle-sœur Lambertine de Ligne ; Claudine-Prospère de La Baume (née en 1588), ∞ 1608 Claude de Rye de Balençon, gouverneur de Bréda et du comté de Namur ; Marguerite de La Baume, abbesse de St-Andoche (née en 1590, fl. 1632) ; et leur frère aîné,
                - - Claude-François de La Baume (1586-† 1621 au siège de St-Jean d'Angély), 9e comte de Montrevel, conseiller d'État en 1619 sous Louis XIII, gouverneur de Sauveterre et d'Oléron en Béarn, maréchal des camps et armées en 1621, chevalier des Ordres du roi en 1619 ; ∞ 1602 Anne, fille de François-Louis d'Agoult-Montauban, comte de Sault, sgr. de Caromb, Grimaud, Vesc, La Tour d'Aigues, Savigny-sur-Orge, etc. et de Chrétienne d'Aguerre, dame de Vienne (Anne fut spoliée par sa mère Anne d'Aguerre de la succession du comté de Sault au profit de son demi-frère aîné Charles de Créquy-Lesdiguières), dont :
                  - Marie de La Baume, dame de Grimault, ∞ Esprit (d') Al(l)ard, sgr. d'Esplan/des Plans, d'Aramon & de Vallabrègues, gouverneur de Meulan et Grand-maréchal des logis de France (une créature du connétable de Luynes) ; Marguerite de La Baume, ∞ François de Galles, sgr. de Miribel en Dauphiné ;
                  - - Ferdinand de La Baume (1603-1678), 10e comte de Montrevel, sgr. de Savigny, chevalier des Ordres du roi en 1661, conseiller d'État, maréchal des camps et armées, lieutenant-général en Bresse et Charolais, ∞ 1623 Marie Ol(l)ier de Nointel (née v. 1605-† v. 1663 ; tante de Charles), d'où, entre autres enfants :
                    - Marie de La Baume, abbesse de St-Andoche ;
                    - Isabelle-Esprit de La Baume, ∞ 1648 Louis-Armand XIX, vicomte de Polignac et marquis de Chalencon ;
                    - Charles-François de La Baume, marquis de Saint-Martin-le-Châtel et seigneur de Lugny, mort au château de Lugny le 2 mai 1666 après avoir passé des années au service du prince de Condé, ∞ (2 janvier 1647) Claire-Françoise de Saulx, marquise et dame de Lugny, comtesse de Brancion et de Cruzille, fille de Charles de Saulx-Tavannes de Lugny et de Brancion et de Philiberte d'Occors de Chay, d'où entre autres enfants : 
                      - Ferdinand-François de La Baume, marquis de Savigny, prédécédé en 1662 ;
                      - Esprit de La Baume († 1721), abbé de Saint-Cernin et de Saint-Germain, au diocèse d'Autun ; et leur frère (puîné de Ferdinand-François),
                      - Jacques-Marie de La Baume (né au château de Lugny le 20 août 1649, tué à Neerwinden le 29 juillet 1693), 11e comte de Montrevel, comte de Brancion et marquis de St-Martin, ∞ Adrienne-Philippine-Thérèse († 1710), fille de François, comte de Lannoy (1608-1693) et Mechthilde van den Berghe de Trips, dont entre autres enfants :
                        - Nicolas-Auguste (II) de La Baume (1680-† 1701, tué en Italie), 12e comte de Montrevel, et son frère :
                        - Melchior-Esprit (1679-14 janvier 1740), 13e comte de Montrevel, maréchal de camp en 1734, ∞ 23 juillet 1731 Florence, fille de Florent du Châtelet de Lomont et Marie-Gabrielle-Charlotte du Châtelet de Pierrefitte, et belle-sœur d'Émilie du Châtelet, d'où :
                          - Florent-Alexandre-Melchior de La Baume (né en 1736-guillotiné le 7 juillet 1794), 14e et dernier comte de Montrevel, baron de Lugny, baron de L'Abergement, marquis de Pesmes (érection de cette baronnie en marquisat en mai 1754[23]), ∞ (1) (1752) Elisabeth-Céleste-Adélaïde, fille de César-Gabriel de Choiseul, duc de Praslin, ∞ (2) (1769) Marie-Jeanne-Catherine, fille de Pierre, marquis de Grammont et baron de Villersexel : Sans postérité.

                    - Nicolas-Auguste (Ier) de La Baume (1645-1716), dit le marquis de Montrevel, chevalier des Ordres du roi en 1705, maréchal de France en 1703, lieutenant-général en Bresse, Bugey et Charolais, ∞ (1) (1665) Isabelle, fille de Jean de Veyrat de Paulian et veuve d'Augustin de Forbin de Soliers puis d'Armand de Crussol dit le Comte d'Uzès (dernier fils du duc Emmanuel), et ∞ (2) Jeanne-Aimée de Rabodanges, veuve de François-Bénédict de Rouxel, marquis de Grancey : Sans postérité.

                  - Charles de La Baume (né en 1611 ; frère puîné du comte - Ferdinand), marquis de St-Martin, baron de Pesmes et de Caromb, demeuré du côté des Habsbourg, gouverneur de Dole en 1658, ∞ (1) (1642) sa cousine Lambertine-Marie de La Baume, fille de Philibert et petite-fille du 8e comte Antoine (d'où François-André de La Baume, † en bas âge), ∞ (2) (1663) Thérèse-Anne-Françoise, fille de Gillion-Othon, marquis de Trazegnies, d'où (du 2°) :
                    - Marie-Françoise/Jacqueline de La Baume, ∞ (1684) François-Joseph de Damas du Breuil, marquis d'Antigny, baron de Ruffey et de Chevreaux (arrière-grands-parents maternels de Talleyrand) ; Albertine-Brigitte de La Baume, ∞ (1687) Charles de Gaucourt de Cluys-Dessus, lieutenant-général en Berry ; et leur frère,
                    - Charles-Antoine (1670-1745), marquis de St-Martin, baron de Pesmes et de Caromb, ∞ (1689) Marie-Françoise, fille de François-Ferdinand de Poitiers-Vadans de Rye, dit le comte de Poitiers, dont :
                      - Charles-Frédéric-Eugène de La Baume, dit le comte de la Baume (le cadet ; † sans alliance en 1735) ;
                      - et son frère aîné, Charles-Ferdinand-François de La Baume (1695-1736), marquis de St-Martin, baron de Pesmes et de Caromb, ∞ (1723) Elisabeth-Charlotte, fille de Marc de Beauvau-Craon et d'Anne-Marguerite de Ligniville d'Houécourt, d'où :
                        - Jeanne-Marguerite de La Baume (1728-1808), dame-chanoinesse de Remiremont, puis héritière en partie en 1754/1755 des terres familiales : marquise de St-Martin et dame de Caromb, ∞ (1758) son grand-cousin Eugène-François-Pierre-Joseph de Ligniville d'Houécourt (1728-1778) ;
                        - Diane-Gabrielle de La Baume (1729-1792), dame-chanoinesse de Remiremont, puis héritière en partie en 1754/1755 des terres familiales : baronne de Pesmes, ∞ (1755) de Claude Antoine Clériadus de Choiseul La Baume (-Beaupré-Daillecourt ; dit de La Baume), dernier comte de St-Amour en 1770 (1733-guillotiné en mai 1794) : Parents de Claude-Antoine-Gabriel, duc de Choiseul (-Stainville) (1760-1838) ; et leurs frères :
                        - Henri-Gabriel-Marc de La Baume (1724 † 1734) ; et Esprit-Melchior-Emmanuel de La Baume (1733-1754), marquis de St-Martin, baron de Pesmes et de Caromb, marquis de Montrevel en 1754[24].

## Titres et seigneuries
Edmond Révérend du Mesnil rappelle quelques-unes des principales possessions de cette famille :
- seigneurs de Valusin (1308), Curtafray (1363), Saint-Denis-le-Chausson (1383, Broces (1347), Chastenay, Attalens et Sermoyé (1403), Bonrepos et Pesmes (1404)
- seigneurs puis barons de l'Abergement (1345, voire achat en 1338[25])
- seigneurs puis comtes (1418) puis marquis de Montrevel ;
- sires et barons de Pesmes (alliance de 1467), puis marquis de La Baume-Montrevel (à Pesmes) en 1754 ;
- marquis de Saint-Martin (1584), au profit de Françoise de La Baume, dame de Carnavalet.
- seigneurs du Mont-Saint-Sorlin, d'Aiguebelle, d'Apremont, d'Avressieux, de Chaffardon, de Château-Gaillard, de Corgenon, d'Entremonts, de Gemillieux, de Longefoy, de La Molière, de Monthoux, de Montpascal, de Montribloud, de Puisgros, de Roasson, de Roche, de Saint-Denis.

## Personnalités

### Laïcs
- Étienne II de La Baume, dit « Galois de La Baume », grand maître des arbalétriers du roi de France, maréchal de Provence[14] ;
  - Guillaume de La Baume († 1360), fils du précédent[17] ;
    - Jean de La Baume, parfois Jean Ier († 1435), maréchal de France (1422), fils du précédent ;

  - Étienne, bâtard d'Étienne II de La Baume, maréchal de Savoie (v. 1353), chevalier de l'Ordre du Collier (1362)[14],[26] ;
- Jacques de La Baume (vivant en 1418-†1466), chevalier, seigneur de l'Abergement, de Noyers et de Marboz, grand maître des Arbalétriers de France, bailli de Bresse (1438-1440)[27] ;
- Guillaume de La Baume († 1497 ou 98[28], on trouve parfois † 1516), seigneur d'Irlain, conseiller et chambellan de Charles le Téméraire (1470)[29], chevalier d'honneur de Marguerite d'York (1472)[29], chevaliers de la Toison d'or (1481, brevet no 93) et bibliophile[30] ;
- Guy de La Baume († 1516), frère cadet du précédent, comte de Montrevel, chevaliers de la Toison d'or, pour le chapitre de Bruxelles (1516, brevet no 133)[31], chevalier d'honneur de Marguerite d'Autriche[32]. Héritier de son frère[28].
  - Claude de La Baume, troisième fils du précédent et héritier, maréchal de Bourgogne, conseiller et chambellan de l'Empereur Charles-Quint, chevalier de la Toison d'Or, pour le chapitre de Tournai (1531)[32],[31] ;
- Jean de La Baume, chevalier de l'ordre du Roi, comte de Montrevel, gouverneur et lieutenant général en Bresse et Bugey (1536) sous François Ier[33] ;
- Guillaume de la Baume († 1546), élève de Gilbert Cousin ;
- Françoise de La Baume (?-1605), marquise de Saint-Martin-le-Châtel, dame de la cour de Catherine de Médicis.
- Jean-Baptiste de la Baume-Montrevel (1593-1641), gouverneur de la Franche-Comté ;
- Ferdinand de La Baume (1603-1678), lieutenant général des armées du roi, chevalier du Saint-Esprit ;
- Nicolas Auguste de La Baume (1643-1716), maréchal de France, chevalier du Saint-Esprit ;
- Jeanne-Marguerite de La Baume-Montrevel (1728-1808), comtesse, marquise de Saint-Martin, baronne de Caromb, Rougemont, Saint Hyppolyte, etc., ainsi que marquise de Lignéville et d'Houécourt, comtesse de Tumejus, princesse de Conca et de Vénafro, duchesse de Mignano à la suite de son mariage avec son cousin-germain Eugène-François-Pierre de Ligniville et d'Houécourt (1728-1778). La marquise de Ligniville est protectrice des arts et des lettres, l'exemple le plus marquant étant son hôtel de Besançon, l'Hôtel de Ligniville. Elle protège Johann Melchior Wyrsch et Luc Breton ainsi que l'architecte Bertrand.
- Florent-Alexandre-Melchior de La Baume-d'Occors-d'Agoust-de-Vérissey (1736-1794), quatorzième et dernier comte de Montrevel, comte du Saint-Empire, maréchal des camps et armées du roi, chevalier de Saint-Louis[7].

### Personnalités religieuses
- Pierre de La Baume (1477-1544), fils de Guy de La Baume († 1516), cardinal, archevêque de Besançon (1542-1544), abbé commendataire de Saint-Claude (1510-1544)[32] ;
- Claude de La Baume (1534-1584), fils du chevalier Pierre de La Baume, seigneur de Saint-Sorlin, neveu du précédent, cardinal, archevêque de Besançon (1545-1584) ;

La famille et ses branches compteraient huit chanoines-comtes, au sein du Chapitre de Saint-Jean de Lyon, entre les XIIIe et XVIe siècles. Les notices d'Adolphe Vachet comportent cependant des erreurs.

## Possessions
Liste non exhaustives des possessions tenues en nom propres ou en fief de la famille de La Baume :
- château de Montribloud, à Saint-André-de-Corcy (1418-1590) ;
- château de Varax, à Saint-Paul-de-Varax (????-1655) ;
- maison forte de Villon, à Villeneuve ;
- château de Présilly, à Présilly (1500 - XVIIIe siècle)[35].